# Tetro
Tetro é um filme de 2009 escrito e dirigido por Francis Ford Coppola (diretor da trilogia The Godfather). O filme se passa em Buenos Aires, e narra a relação entre dois irmãos norte-americanos: Tetro, que procura se afastar de todo contato com sua família, tendo inclusive mudado seu nome; e Bennie, que trabalha como garçom num navio, e que visita o irmão quando a embarcação onde trabalha sofre um problema técnico e fica ancorada em Buenos Aires por alguns dias. No filme, as cenas da linha principal de tempo, que inicia com a chegada de Bennie à casa do irmão, são gravadas em preto e branco, deixando as cores para as cenas de flashback.

### Enredo
A história se revela à medida em que os personagens são apresentados: dos comentários das pessoas que conhecem Tetro ("Nunca sei se vai me dar um abraço ou um soco") até o comportamento dessa personagem (uma cena inicial, onde Tetro repentinamente adentra a sala como um touro numa cristaleira, mesmo com a perna quebrada), os fatos vão se revelando e alinhavando a história até o final, onde as (duras) revelações se concluem, explicando os personagens e os fatos ao redor deles

### (Spoilers)
O período de loucura e auto-exilio na Argentina foi fruto de perdas à quais não pôde lidar: abandonar a carreira de escritor e começar uma nova vida, com novo  nome e profissão, num outro país, sem vínculos com as dores familiares, pareceu ser a melhor solução para a personagem Tetro.
O diretor Coppola usa a fotografia em preto e branco como no filme Rumble Fish (O selvagem da motocicleta) para enfatizar o drama da narrativa e dos personagens. O resultado é um filme denso cuja atenção é mantida ao longo do desenrolar da história.